# Mihail Guboglu
Mihail Guboglu (n. 4 noiembrie 1911, Ceadîr-Lunga, Imperiul Rus – d. 12 mai 1989, Istanbul, Turcia) a fost un istoric și cercetător român de etnie găgăuză.

## Activitate științifică
După ce a finalizat studiile secundare la Tighina, a absolvit studiile superioare la Universitatea din Cernăuți (1934-1938). A deținut funcția de asistent la Universitatea din Iași între anii 1940-1945, după care a devenit lector și șef de lucrări la Institutul de studii și cercetări balcanice din București între 1945-1948.
În domeniul cercetării a profesat în cadrul Institutului de istorie al Academiei între 1948-1963 și la Institutul de Studii Sud-Est Europene între 1963-1968. A fost consilier științific și arhivist principal la Arhivele Naționale ale României între 1955-1970. Alte funcții: conferențiar la Facultatea de limbi orientale a Universității București din 1970; membru al Societății de științe istorice și al Asociației Orientaliștilor.
Mihail Guboglu a fost realizatorul unor instrumente de lucru care au devenit esențiale în procesul investigației istorice: cataloage, tabele sinoptice, albume de paleografie, indici). A mai publicat și unele surse turcești, importante pentru conturarea istoriei României, unele alături de Mustafa Ali Mehmed . Erudiția, meticulozitatea și exactitatea au fost caracteristicile principale ale operei sale.

## Scrieri (selecție)
- Sultani și mari dregători otomani, Tip. „Carpați”, București, 1947
- Tabele sincronice : datele hegirei și datele erei noastre cu o introducere în cronologia musulmană, Direcțiunea Archivelor Statului, București, 1955
- Paleografia și diplomatica turco-osmană; studiu și album, Editura Academiei Republicii Populare Romîne, [București], 1958
- Catalogul documentelor turcești, Direcția Generală a Arhivelor Statului din RPR, București, 2 vol., 1960-1965
- Cronici turcești privind Țările Române: extrase, vol. I (sec. XV - mijlocul sec. XVII), Ed. Academiei R.S.R., București, 1966 - în colaborare cu Mustafa A. Mehmet
- Cronici turcești privind Țările Române: extrase, vol. II (sec. XVII - începutul sec. XVIII), Ed. Academiei R.S.R., București, 1974
- Orașul medieval : culegere de texte, Universitatea din București, Facultatea de Istorie, București, 1976 - în colaborare cu Radu Manolescu (coord.) și Florentina Căzan
- Războieni. Cinci sute de ani de la campania din 1476 : monografie și culegere de texte, Direcția Generală a Arhivelor Statului din Republica Socialistă România, București, 1977 - în colaborare cu Manole Neagoe, Olimpia Guțu ș.a.